# گورستان چهر ۲
قبرستان ۲ چهر مربوط به کلکولتیک جدید - دوره قاجار است و در شهرستان هرسین، بخش مرکزی، دهستان شیرز، ۵۰۰ متری جنوب غربی روستای چهر واقع شده و این اثر در تاریخ ۲۶ اسفند ۱۳۸۷ با شمارهٔ ثبت ۲۵۶۸۹ به‌عنوان یکی از آثار ملی ایران به ثبت رسیده است.